# 杰纳西河
杰纳西河（英語：Genesee River）是美国的一条河流，流经宾夕法尼亚州和纽约州的雙蒂爾斯地區，最终向北注入安大略湖。
这条河为羅徹斯特地区19世纪的工厂提供了最初的电力，同时也为罗切斯特市中心提供了水力发电。